# Parachironomus osa
Parachironomus osa är en tvåvingeart som beskrevs av Spies, Fittkau och Reiss 1994. Parachironomus osa ingår i släktet Parachironomus och familjen fjädermyggor.
Artens utbredningsområde är Costa Rica. Inga underarter finns listade i Catalogue of Life.